# Superliga 1983/84
Die Saison 1983/84 war die zwölfte Spielzeit der Superliga, der höchsten spanischen Eishockeyspielklasse. Meister wurde zum ersten Mal in der Vereinsgeschichte überhaupt der CH Jaca.  

## Hauptrunde

### Modus
In der Hauptrunde absolvierte jede der fünf Mannschaften insgesamt acht Spiele. Die vier bestplatzierten Mannschaften qualifizierten sich für die Finalrunde, in der sie auf jeden Gegner in Hin- und Rückspiel trafen, wobei die Ergebnisse aus der Hauptrunde übernommen wurden. Meister wurde der Erstplatzierte der Finalrunde. Für einen Sieg erhielt jede Mannschaft zwei Punkte, bei einem Unentschieden gab es ein Punkt und bei einer Niederlage null Punkte.

### Tabelle
|    | Klub              | Sp | S | U | N | Tore  | Punkte |
| -- | ----------------- | -- | - | - | - | ----- | ------ |
| 1. | CH Jaca           | 8  | 6 | 2 | 0 | 66:23 | 14     |
| 2. | CG Puigcerdà      | 8  | 4 | 3 | 1 | 61:33 | 11     |
| 3. | CH Vizcaya Bilbao | 8  | 4 | 0 | 4 | 45:43 | 8      |
| 4. | CH Txuri Urdin    | 8  | 2 | 1 | 5 | 32:58 | 5      |
| 5. | CH Boadilla       | 8  | 1 | 0 | 7 | 40:87 | 2      |

Sp = Spiele, S = Siege, U = unentschieden, N = Niederlagen, OTS = Overtime-Siege, OTN = Overtime-Niederlage, SOS = Penalty-Siege, SON = Penalty-Niederlage

## Finalrunde
|    | Klub              | Sp | S | U | N  | Tore   | Punkte |
| -- | ----------------- | -- | - | - | -- | ------ | ------ |
| 1. | CH Jaca           | 14 | 9 | 3 | 2  | 98:49  | 21     |
| 2. | CG Puigcerdà      | 14 | 9 | 3 | 2  | 98:57  | 21     |
| 3. | CH Vizcaya Bilbao | 14 | 7 | 1 | 6  | 83:78  | 15     |
| 4. | CH Txuri Urdin    | 14 | 2 | 1 | 11 | 55:103 | 5      |

Sp = Spiele, S = Siege, U = unentschieden, N = Niederlagen, OTS = Overtime-Siege, OTN = Overtime-Niederlage, SOS = Penalty-Siege, SON = Penalty-Niederlage